# 雷肯多夫
雷肯多夫是德国巴伐利亚州的一个市镇。总面积13.06平方公里，总人口1998人，其中男性980人，女性1018人（2011年12月31日），人口密度153人/平方公里。